# Tècnic (vehicle)
Un vehicle tècnic, més conegut pel seu nom en anglès "technical", conegut com a vehicle tàctic no estàndard (NSTV en el seu acrònim anglès) en argot militar dels Estats Units, és un neologisme usat per descriure un vehicle de combat lleuger improvisat, normalment un pickup o camioneta civil descapotable o un vehicle amb tracció a les quatre rodes modificat per muntar armes lleugeres o armes pesades, com ara una metralladora, un llançagranades automàtic, un canó automàtic antiaeri, un canó rotatiu, una arma antitanc, un canó antitanc, un ATGM, un morter, un llançador de coets múltiple, un rifle sense retrocés o altres armes de suport, semblant a un camió d'artilleria militar lleuger o fins i tot un canó autopropulsat, etc. Els pickup Toyota són molt populars per a aquest ús, i han arribat a anomenar part del conflicte entre el Txad i Líbia com a Guerra dels Toyota.

## Etimologia
Es creu que el neologisme technical que descriu aquest vehicle es va originar a Somàlia durant la Guerra Civil Somali a principis dels anys 1990s. Vetades de contractar seguretat privada, les organitzacions no governamentals van contractar homes armats locals per protegir el seu personal, utilitzant diners definits com a "subvencions d'assistència tècnica". El terme es va ampliar per incloure qualsevol vehicle que transportés homes armats.
Michael Maren ofereix una versió alternativa, que explica que el terme es va utilitzar per primera vegada a Somàlia a la dècada del 1980, després que els enginyers del fabricant d'armes soviètic Tekniko muntessin armes en vehicles per al Moviment Nacional Somali durant la Guerra d'Independència de Somalilàndia. Els vehicles tècnics també s'han anomenat carros de batalla i carros de canons.
A Rússia i Ucraïna, els technicals sovint es coneixen com a tachanka, una referència a les plataformes de metralladores tirades per cavalls de la Primera Guerra Mundial i la Guerra Civil Russa.

## Característiques
Entre els exèrcits irregulars, sovint centrats en la força i el carisma percebuts dels senyors de la guerra masculins, el prestigi dels technicals és molt gran. Segons un article, "El technical és el símbol de poder més significatiu al sud de Somàlia. És un petit camió amb grans metralladores sobre trípode muntades a la part posterior. El poder d'un senyor de la guerra es mesura per quants d'aquests vehicles té." Els technicals no són utilitzats habitualment per exèrcits ben finançats que poden adquirir vehicles de combat construïts a mida, perquè els vehicles civils de carrosseria fina convencional en què es basen els technicals no ofereixen cap protecció blindada a la tripulació i els passatgers.
Els vehicles tècnics omplen el nínxol de la cavalleria lleugera antiga. Generalment tenen un cost molt inferior al dels vehicles de combat similars construïts específicament per a ús de guerra. El principal actiu dels vehicles tècnics és la velocitat i la mobilitat, així com la seva capacitat d'atacar des de direccions inesperades amb foc automàtic i desplegament lleuger de tropes.
La fiabilitat de vehicles com el Toyota Hilux és útil per a forces que no tenen la infraestructura relacionada amb les reparacions d'un exèrcit convencional a terra. En enfrontaments directes, no són rivals per a vehicles més pesants, com ara tancs o altres vehicles de combat blindats, i en la seva majoria estan indefensos contra qualsevol suport aeri d'un exèrcit adequat.

## Història

### Prototips i primers usos

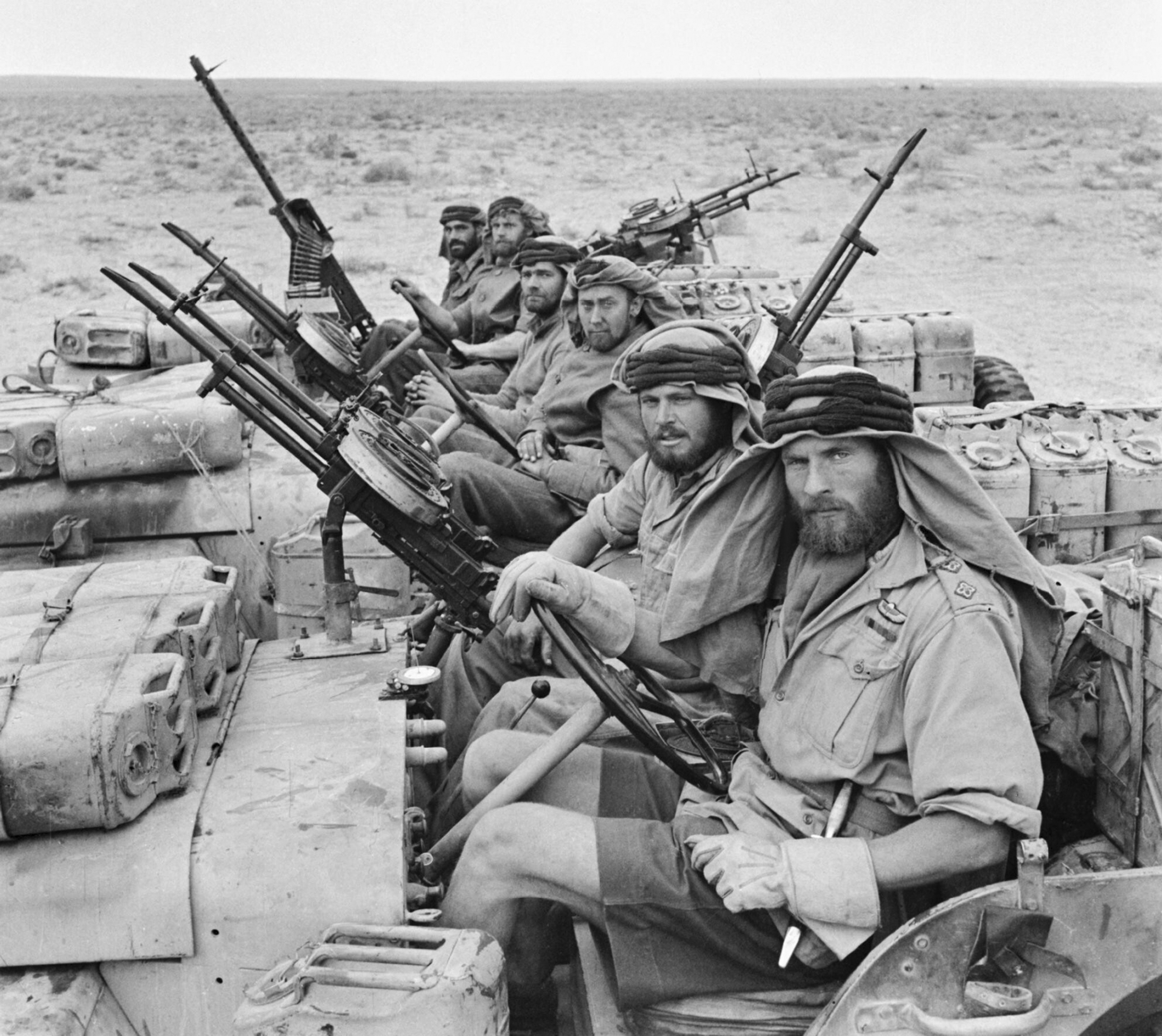
Destacament "L" SAS en jeeps armats durant la campanya del nord d'Àfrica de la Segona Guerra Mundial

Els vehicles de combat lleugers improvisats es remunten al primer ús dels automòbils i als tachankas tirats per cavalls que muntaven metralladores a l'Europa de l'Est i Rússia. Durant el bombardeig de Papeete a la Primera Guerra Mundial, els francesos van armar diversos camions Ford amb cànons de 37 mm per reforçar la seva defensa de la ciutat. Durant la Guerra Civil Espanyola, es van fixar canons de campanya a camions per actuar com a canons autopropulsats improvisats, i es van construir vehicles blindats improvisats fixant planxes d'acer als vehicles.
Durant la Segona Guerra Mundial, diverses unitats britàniques i de la Commonwealth, incloent-hi el Long Range Desert Group (LRDG), l'Esquadró de Demolició Núm. 1 o 'PPA' (Exèrcit Privat de Popski) i el Servei Aeri Especial (SAS), van destacar per les seves gestes als deserts d'Egipte, Líbia i el Txad utilitzant vehicles de motor sense blindatge, sovint equipats amb metralladores. Els models de vehicles usats per la LRDG inclouen el Chevrolet WB 30 cwt Patrol Truck i el Jeep Willys MB.

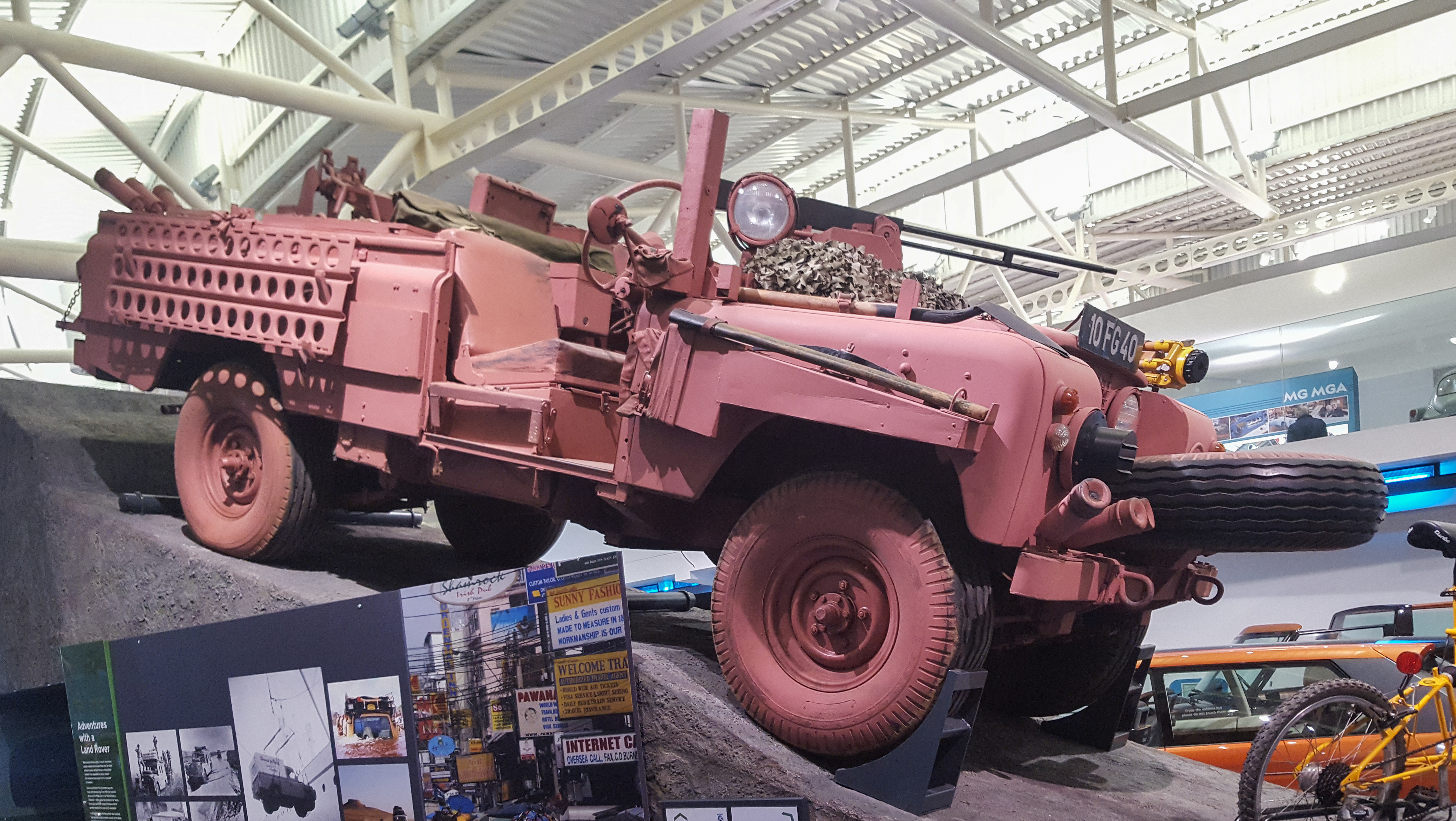

L'ús de Land Rovers fortament armats per part del SAS va continuar després de la guerra, amb l'ús de Land Rovers de la Sèrie 1 i, més tard, Land Rovers de la Sèrie 11A de 1968 durant la Rebel·lió del Dhofar. El SAS va pintar els seus Land Rovers de rosa, ja que es va descobrir que proporcionava un excel·lent camuflatge al desert, i van ser sobrenomenats "Panteres Roses" o Pinkies. El SAS va utilitzar un vehicle de patrulla del desert (DPV) Land Rover més modern durant la Guerra del Golf.

### Sàhara Occidental
Les tàctiques emprant technicals van ser iniciades per l'Exèrcit d'Alliberament Popular Sahrauí, el braç armat del Front Polisario, que va lluitar per la independència contra Mauritània (1975-79) i el Marroc (1975-actualitat) des del seu quarter general a Tindouf, Algèria. Algèria va proporcionar armes i Land Rovers a les guerrilles sahrauís, que les van utilitzar amb èxit en incursions de llarg abast al desert contra els exèrcits convencionals menys àgils dels seus oponents, recordant les incursions tribals sahrauís (ghazis) del període precolonial. Més tard, el Polisario va obtenir accés a equipament més pesat, però els vehicles amb tracció a les quatre rodes continuen sent un element bàsic del seu arsenal.
L'exèrcit marroquí va canviar ràpidament la seva estratègia i va crear unitats muntades utilitzant technicals per desafiar la velocitat del Polisario i les estratègies d'atac i fugida al gran desert, on les unitats marroquines van demostrar la seva eficiència.

### Conflicte txadià-líbi

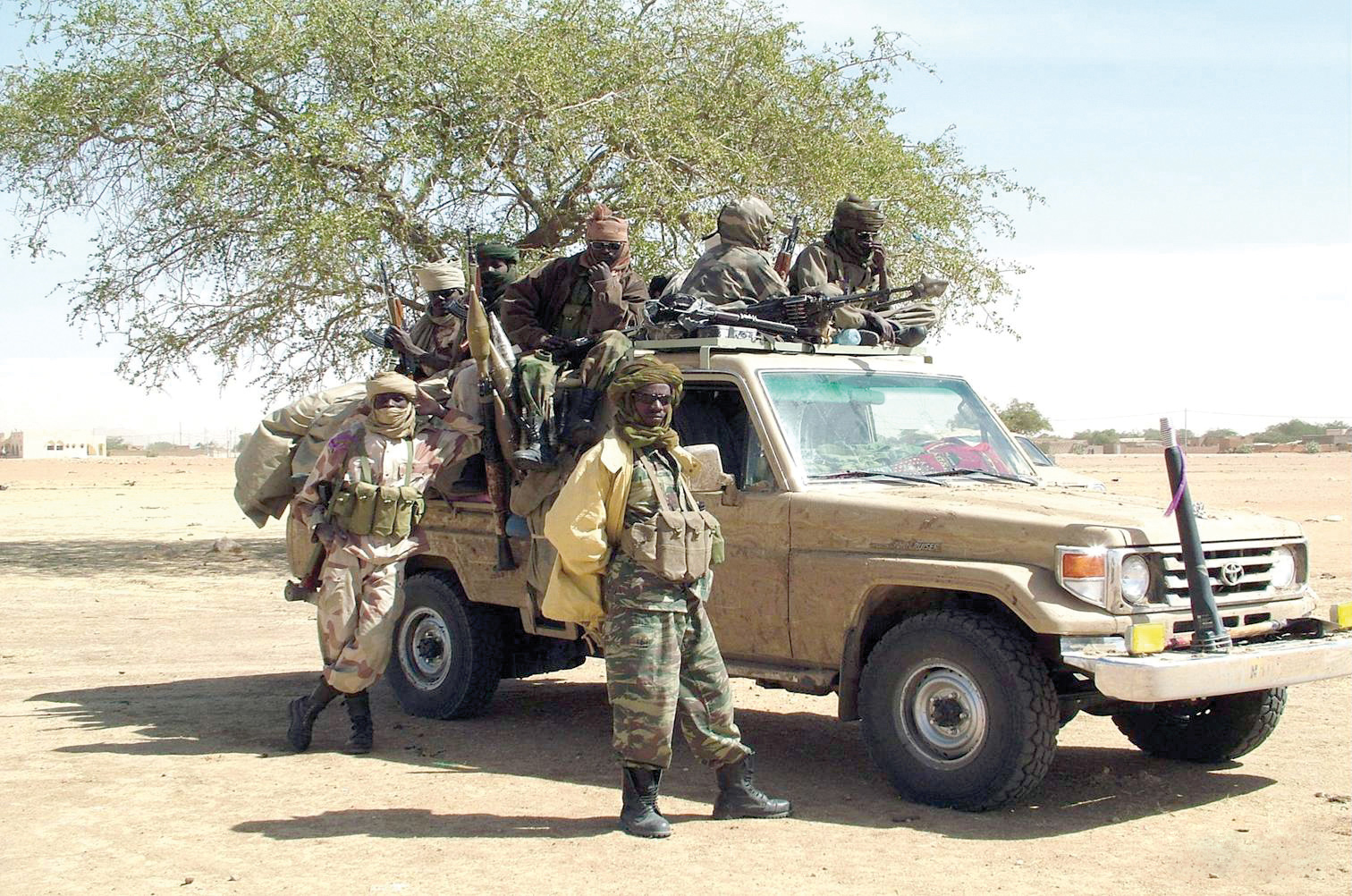
Una camioneta technical Toyota Land Cruiser txadiana.

El 1987, les tropes txadianes equipades amb technicals van expulsar l'exèrcit libi, fortament mecanitzat, de la franja d'Aozou. Els vehicles van ser fonamentals en la victòria a la batalla de Fada i van ser conduïts més de 150 km dins de Líbia per atacar les seves bases militars. Es va descobrir que aquests vehicles lleugers podien travessar camps de mines antitanc sense fer detonar les mines quan es conduïen a velocitats superiors a 100 km/h. Els vehicles es van fer tan famosos que, el 1984, Time va anomenar les primeres etapes del conflicte la "Gran Guerra dels Toyota”.
Tot i aquesta denominació, la Guerra dels Toyota va ser inusual, ja que la força equipada amb vehicles improvisats va prevaldre sobre la força equipada amb vehicles de combat construïts expressament per a la guerra. Els míssils guiats antitanc MILAN proporcionats per França van ser clau per a l'èxit txadià, mentre que les forces líbies estaven mal desplegades i organitzades.

### ElsTroublesa Irlanda del Nord
Al llarg del conflicte a Irlanda del Nord (dècada del 1960-1998), l'IRA Provisional va equipar vehicles, especialment furgonetes i camions, amb armes automàtiques, metralladores pesades i morters improvisats. De vegades els vehicles estaven blindats amb plaques soldades i sacs de sorra, a la mandra com es van improvisar vehicles Boi FPD ATS a la guerra civil espanyola per part de l'exèrcit republicà. L'IRA va emprar tractors i remolcs per transportar i disparar morters improvisats, i maquinària pesada per enderrocar tanques i filferro espinós i entrar a les bases de seguretat fortificades. Els llançaflames improvisats eren normalment escampadors de fems modificats que eren arrossegats fins als seus objectius per un tractor.

### Guerra Civil a Somàlia

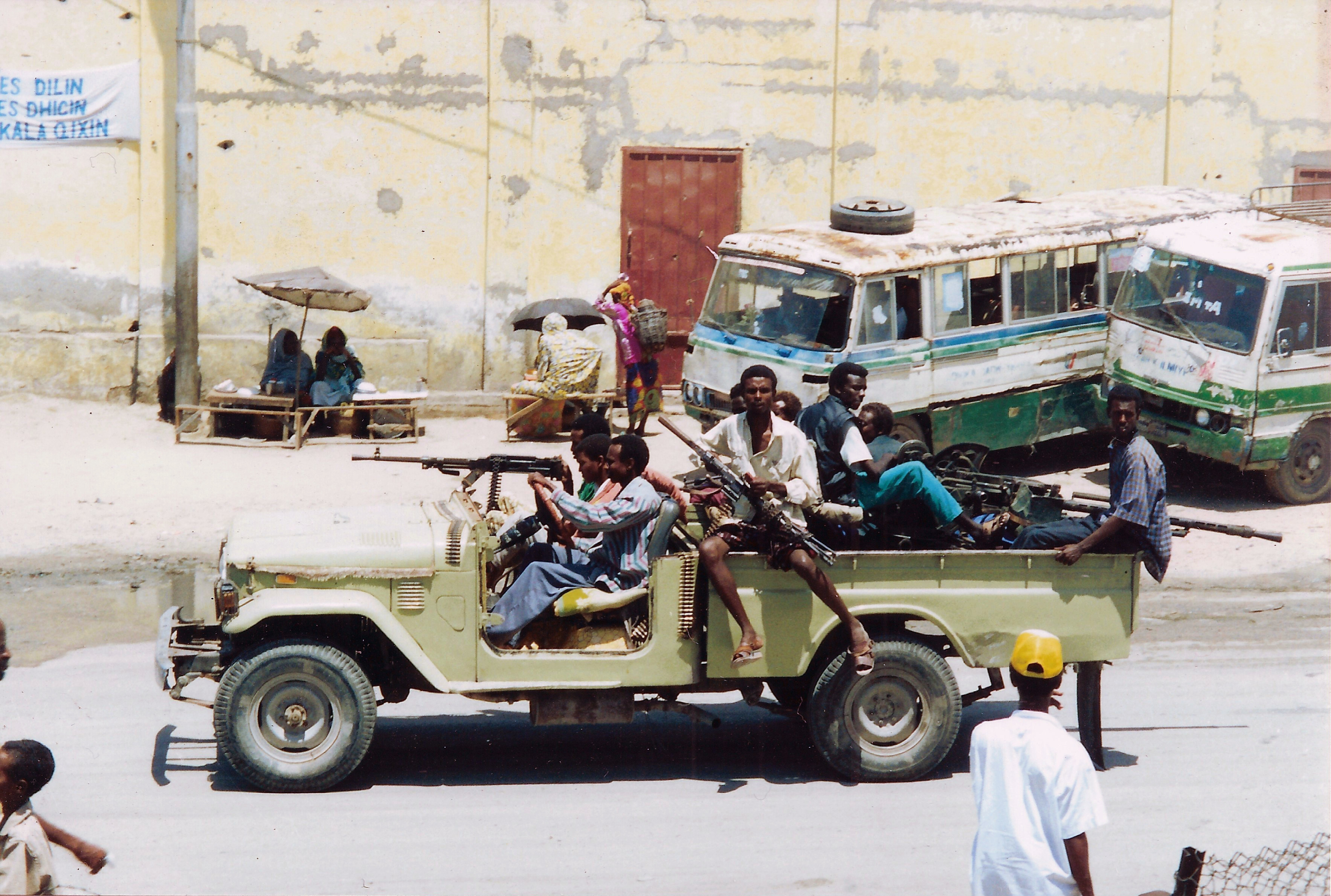
Un technical a Mogadiscio en el moment de la missió de l'ONUSOM II

Els technicals van tenir un paper important a la Guerra Civil a Somàlia dels anys noranta i a la Guerra de Somàlia (2006-2009). Fins i tot abans del col·lapse de la República Democràtica Somali, camionetes Toyota camuflades amb metralladores M2 Browning muntades van aparèixer a les desfilades militars somalis dels anys vuitanta. Després de la caiguda del règim de Siad Barre i el col·lapse de l'Exèrcit Nacional Somali (SNA), era rar que cap força somali desplegués vehicles de combat blindats. No obstant això, els technicals eren molt comuns.
El setembre de 1995, el líder d'una facció somali, Mohamed Farrah Aidid, va utilitzar 30 technicals i una força de 600 milicians per capturar Baidoa. Es va informar que després de la seva mort el 1996, el seu cos va ser portat al seu funeral en un pickup Toyota.
El 2006, demostrant la seva susceptibilitat a les armes pesades i el seu valor com a botí militar, la Unió de Tribunals Islàmics (UCI) va capturar 30 "carros de batalla" durant la derrota de la milícia del senyor de la guerra Abdi Qeybdid a la Segona Batalla de Mogadiscio. Aquell setembre es va utilitzar un impressionant equip de 130 technicals per prendre Kismayo de les forces de l'Aliança de la Vall de Juba.
El novembre de 2006, l'aleshores president de Puntland, el general Adde Musa, va dirigir personalment cinquanta technicals a Galkacyo per enfrontar-se als islamistes. Van ser utilitzats un mes després contra l'exèrcit de la Unió de Tribunals Islàmics a la batalla de Bandiradley juntament amb la milícia reconstituïda d'Abdi Qeybdiid.
Obligats a participar en batalles convencionals a la Guerra de Somàlia (2006-2009), els technicals sense blindatge de la UCI no van ser rivals per als tancs T-55, els helicòpters de combat Mil Mi-24 i els caces bombarders emprats per Etiòpia.

### Guerra a l'Afganistan

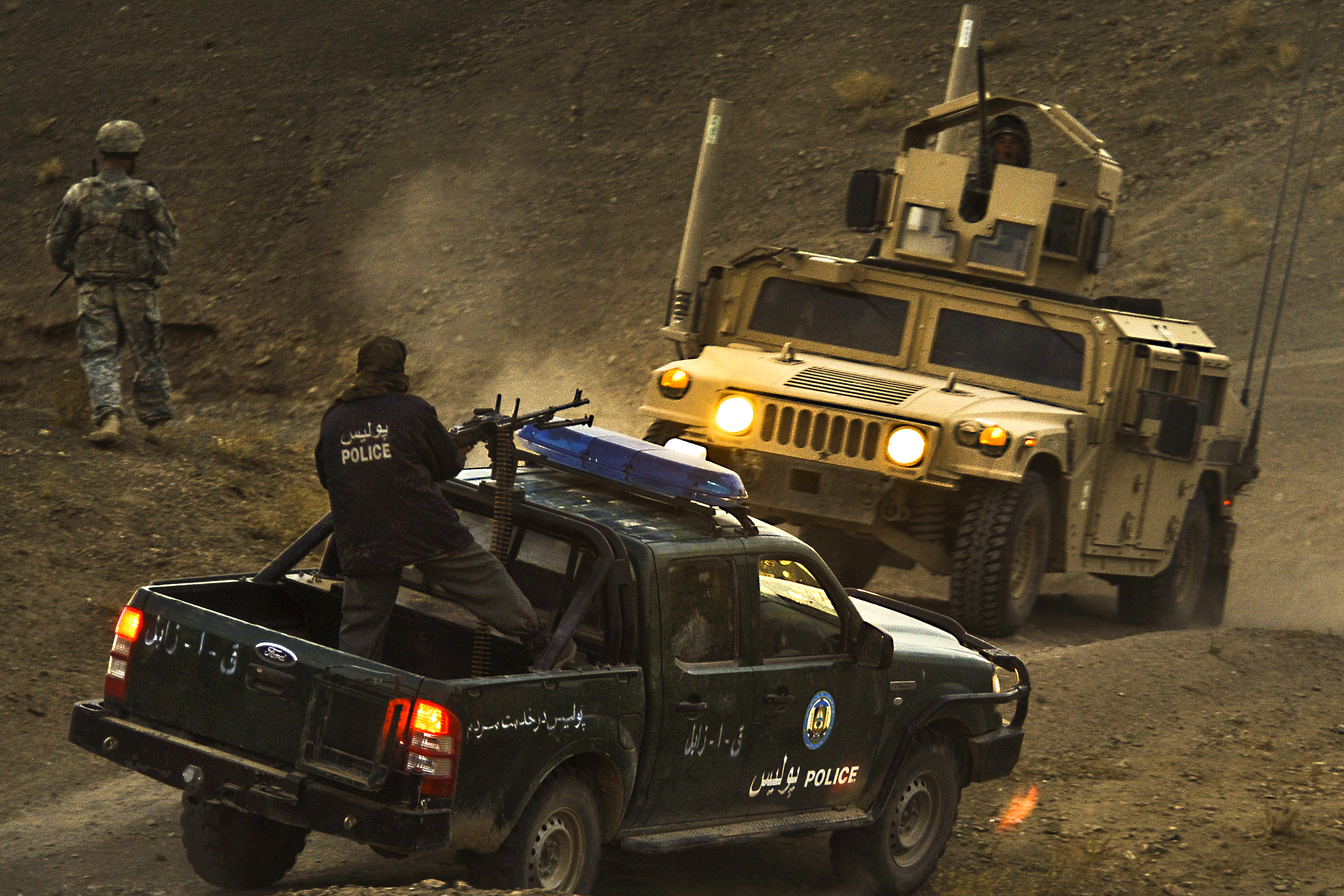
Un technical Ford de la Policia Nacional Afganesa amb un Humvee de l'exèrcit dels Estats Units durant una patrulla a la província de Zabul, Afganistan.

A la guerra de l'Afganistan, les unitats de les forces d'operacions especials dels EUA, com ara els Boines Verdes, eren conegudes per utilitzar technicals per a les patrulles, degut al terreny accidentat i la naturalesa de les seves operacions clandestines. Els talibans també utilitzen technicals en el gruix de la seva força de combat mòbil.

### Guerra de l'Iraq

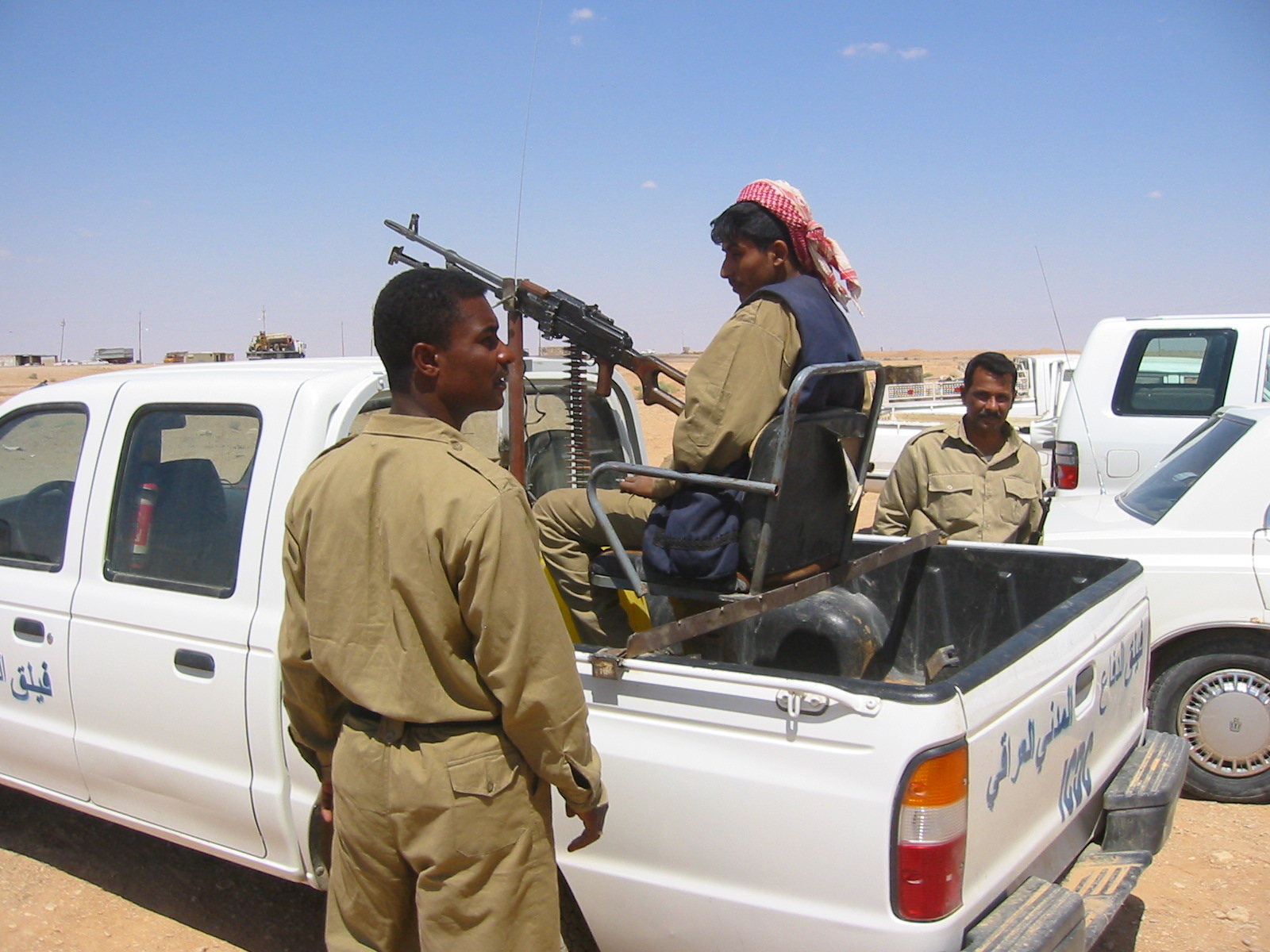
Tropes de la Guàrdia Nacional iraquiana amb una metralladora PK muntada en un Ford Courier de quarta generació.

Les forces militars iraquianes van utilitzar technicals durant la invasió de l'Iraq del 2003. La Guàrdia Republicana Iraquiana i els fedaïns van emular les tàctiques de l'Aliança Nacional Somali amb un èxit limitat, però van ser superats pels blindats i l'aviació de la Coalició. Després de la invasió, els insurgents iraquians van utilitzar technicals per transportar personal i fer incursions ràpides contra les forces policials iraquianes. L'ús de technicals per part dels insurgents va augmentar després dels combats de la primavera de l'Iraq del 2004.
Molts vehicles utilitaris militars van ser modificats per servir com a camions d'artilleria per protegir els combois de la Coalició. El disseny del Humvee, per exemple, permet el muntatge d'armes, de mandra que no se'l considera pròpiament un technical.
La Coalició va subministrar technicals a la policia iraquiana. Els contractistes militars privats van utilitzar technicals i l'exèrcit dels Estats Units també va utilitzar vehicles com els Toyota Hiluxe, Land Cruiser i altres camions modificats.

### Conflicte de Darfur
Les milícies Janjaweed utilitzen technicals en els seus atacs contra pobles civils a Darfur, al Sudan, igual que les tropes rebels de l'Exèrcit d'Alliberament del Sudan (SLA) i el Moviment per la Justícia i la Igualtat (JEM) en defensa de les seves zones d'operacions. Sovint es considera que els vehicles lleugers com els technicals són més mòbils que els vehicles blindats, però en una ocasió un soldat de la pau africà que conduïa un Grizzly AVGP les armes del qual s'havien encallat, va aconseguir atrapar, estavellar i bolcar un vehicle tècnic sudanès que fugia.

### Líban
Introduïdes pels grups guerrillers de l'Organització per a l'Alliberament de Palestina (OAP), els technicals van ser emprats àmpliament per totes les faccions implicades en la Guerra Civil Libanesa entre 1975 i 1990, incloent-hi el Front Libanès Cristià i les milícies irregulars del Moviment Nacional Libanès (MNL), l'Exèrcit Libanès i les Forces de Seguretat Interna (FSI). Les forces de l'oposició van utilitzar vehicles tècnics en els combats pel districte de Chouf durant els enfrontaments del maig de 2008 al Líban.

### Guerra Civil de Líbia

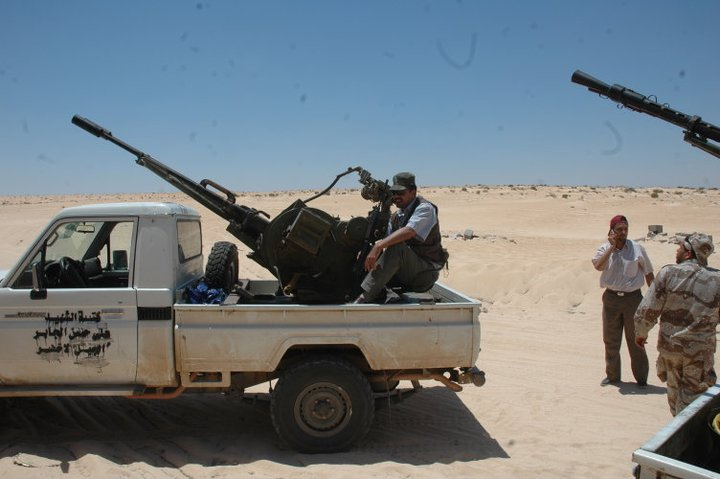
Un vehicle tècnic ZU-23-2 utilitzat per les forces del Consell Nacional de Transició, octubre de 2011

Durant la Primera Guerra Civil Líbia tant les forces lleialistes al règim com les forces anti-Gaddafi van fer un ús extensiu dels technicals. El tipus de guerra del conflicte, en què grups altament mòbils de soldats i rebels continuaven movent-se cap al terreny desèrtic i tornant-ne, retirant-se de tant en tant i després atacant sobtadament per recuperar el control de petites ciutats i pobles a les parts orientals de Líbia ocupades pels rebels, va fer que els technicals es convertíssin en el vehicle preferit per ambdues parts.
Els rebels van fer servir àmpliament els technicals mentre establien punts de control. Aquests vehicles XVA constituir un gran percentatge de l'inventari rebel, que es limitava a armes lleugeres, armilles antibales lleugeres i molt pocs tancs. Alguns camions de plataforma de mida mitjana portaven els canons antiaeris remolcats de dos o quatre canons ZPU i ZU-23-2 de fabricació soviètica, així com fusells sense retrocés i càpsules llançacoets per a helicòpters de coets S-5.
Alguns rebels van improvisar amb armament pesat capturat, com ara torretes BMP-1 i càpsules de coets per a helicòpters, i mètodes de baixa tecnologia com ara l'ús de timbres de porta per encendre municions llançades per coets. Els technicals rebels empraven sovint coets BM-21 Grad. Es van recuperar tubs llançacoets de camions Ural-375D regulars i es van muntar a la part posterior de les camionetes, amb els technicals capaços de disparar entre un i sis coets.

### Guerra Civil Siriana

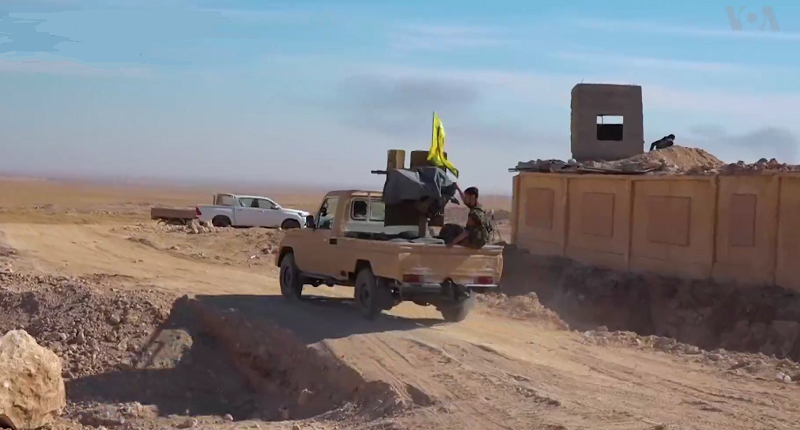
Un technical de les SDF en un poble capturat a l'ISIL prop de Raqqa, Síria.

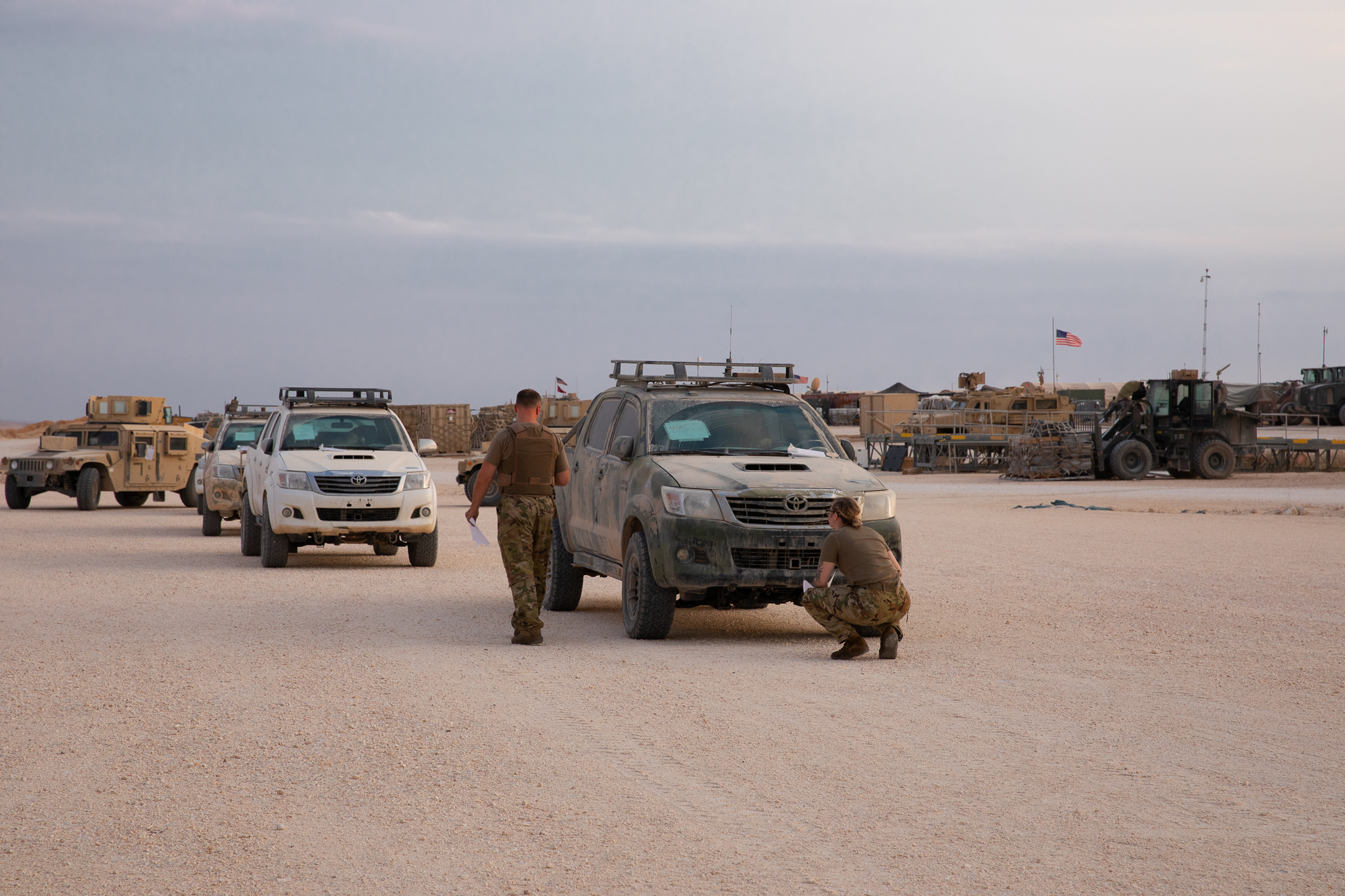
Vehicles no estàndard de Toyota convertits en technicals utilitzats per les tropes nord-americanes a Síria

A la Guerra Civil Siriana, els vehicles tècnics s'utilitzen àmpliament com a vehicles de combat improvisats, especialment per antigues forces d'oposició com ara Jaysh al-Thuwar, que en gran part no disposen de vehicles de combat convencionals. Les forces governamentals sirianes van utilitzar technicals, però a menor escala. El tipus d'armes muntades sobre els vehicles tècnics varia molt, incloent-hi metralladores, fusells sense retrocés, canons automàtics antiaeris (comunament ZPU i ZU-23-2) i fins i tot torretes BMP-1. L'exèrcit de l'Estat Islàmic (ISIL) va fer servir àmpliament tècniques a l'Iraq i Síria.
Les forces peshmerga han utilitzat technicals per envoltar i atacar objectius de l'ISIL.

### Guerra russo-ucraïnesa

#### Guerra al Donbàs
Durant la guerra del 2014 al Donbàs, ambdues parts utilitzaven vehicles militars de fabricació casolana. Els observadors de l'OSCE van registrar 15 vehicles utilitaris blindats russos (UAZ-23632-148 Esaul) en una zona d'entrenament prop d'Oleksandrivska, una zona no controlada pel govern ucraïnès, l'abril de 2021.

#### Invasió russa d'Ucraïna

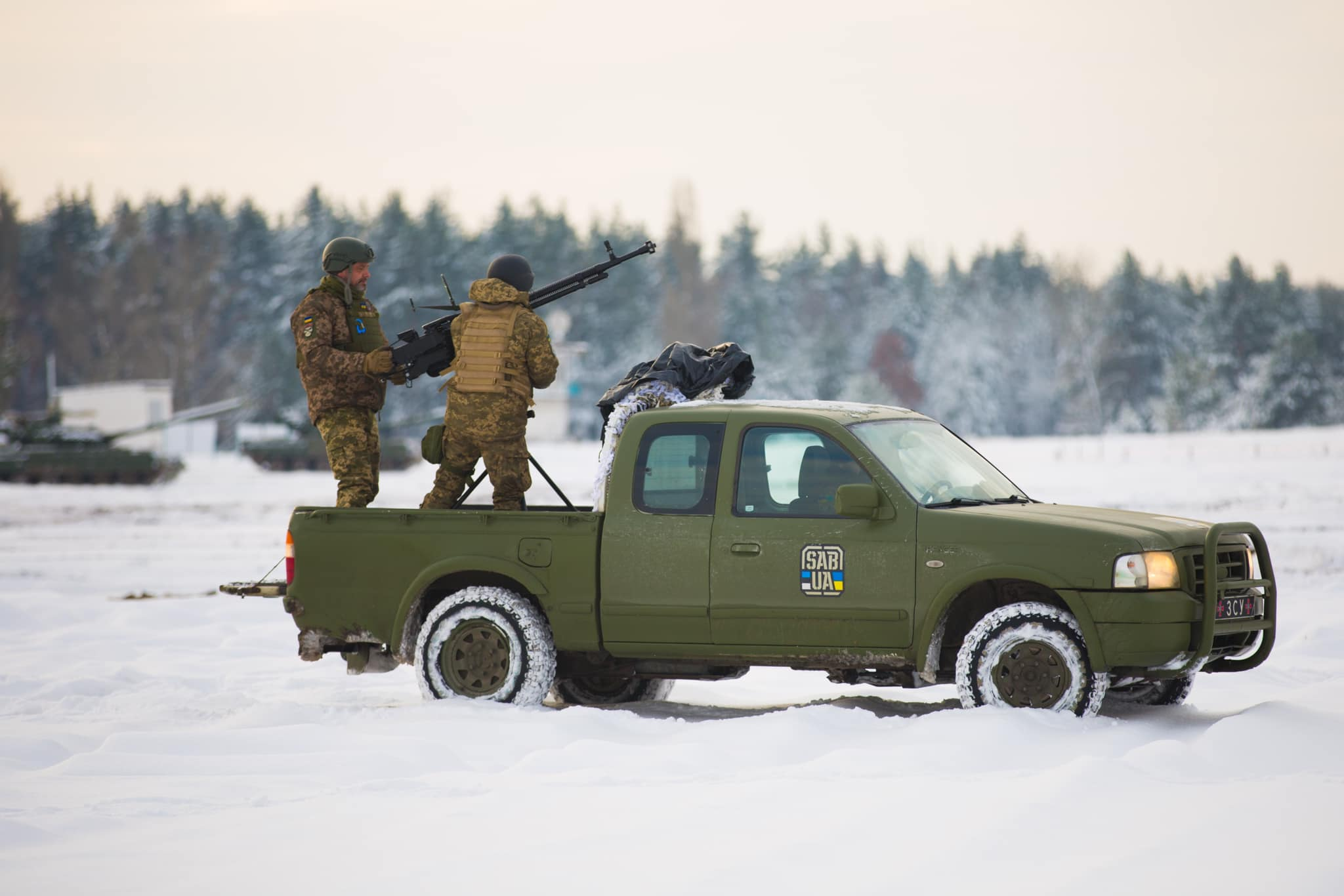
Soldats de les Forces de Defensa Territorials d'Ucraïna utilitzant un Ford Ranger com a vehicle tècnic amb un DShK, fet servir com vehicle antiaeri durant la invasió russa d'Ucraïna.

Es van veure vehicles tècnics utilitzats pels Spetsnaz a Gomel, Bielorússia, el febrer de 2022. Les forces ucraïneses van utilitzar llançacoets recuperats d'helicòpters abatuts, muntats en vehicles tècnics.

### Guerra Civil del Iemen
A la Guerra Civil del Iemen, els houthis i les milícies alineades amb els Hadi/Alimi utilitzen technicals.

## Composició
Els vehicles tècnics consisteixen en armes muntades en un vehicle civil, com ara una camioneta amb tracció a les quatre rodes. S'han usat molts models comercials com a vehicles tècnics, com ara el Ford Ranger i el Mitsubishi Triton, però les camionetes més populars són la Toyota Hilux i la Toyota Land Cruiser. Normalment els technicals estan equipats amb metralladores pesades (especialment el DShK i l'M2 Browning), artilleria antiaèria (normalment el ZPU o el ZU-23-2), fusells sense retrocés (normalment el fusell sense retrocés SPG-9 o M40), llançadors de míssils antitanc, llançadors de coets múltiples com el Tipus 63 o l' M-63 Plamen i, en rares ocasions, llançamíssils recuperats d'helicòpters d'atac abatuts com el coet S-5.
Com que són vehicles de carrosseria convencional, fina, els accessoris opcionals inclouen vidre balístic, escuts per a les torretes i blindatge improvisat fet amb plaques d'acer soldades, com a defensa contra el foc d'armes petites per augmentar les possibilitats de supervivència.
Alguns vehicles tècnics canvien els seus pneumàtics originals per pneumàtics tot terreny, pneumàtics run-flat o pneumàtics especialitzats amb sistema central d'inflat de pneumàtics. Els pneumàtics modificats milloren el rendiment dels technicals en diferents terrenys. Els pneumàtics run-flat (que poden funcionar fins i tot si estan punxats) o els pneumàtics equipats amb sistema d'inflat centralitzat permeten als vehicles tècnics sortir ràpidament de situacions perilloses, fins i tot quan els pneumàtics estan danyats.